# ナルゴスロンド
ナルゴスロンド（Nargothrond）とは、J・R・R・トールキンの創作した架空の世界「中つ国」に登場する架空の地下都市である。
第一紀のはじめ（100年頃）、東ベレリアンドのナログ川のほとりに建造された。城砦と都を兼ねた広大な洞窟都市で、フィンロドがウルモからの啓示を受け、ドリアスのメネグロス（千洞宮）を模してつくられた。このことによってかれはドワーフたちから「フェラグンド」（フェラク=グンドゥ、洞窟を切り拓くものの意）と呼ばれた。ナルゴスロンドは長い間モルゴスやその召使いの目から隠されていたが、496年、トゥムハラドの戦いでついに竜グラウルングによって滅ぼされた。